# Natuurpark
Het begrip natuurpark heeft in het Nederlands geen vaststaande betekenis. De volgende betekenissen kunnen worden toegekend aan een natuurpark:
- een nationaal park.
- een (beschermd) natuurgebied, meestal met enige recreatieve betekenis.
- een park met kenmerken van een dierentuin, botanische tuin of een museum, waarin kennisgemaakt kan worden met delen van de inheemse of uitheemse fauna of flora, dan wel met prehistorische bewoning. Voorbeelden zijn Natuurpark Berg & Bos en Natuurpark Lelystad in Nederland en het wildpark of natuurpark Han-sur-Lesse in België.
- een beschermd waardevol cultuurlandschap van enige omvang. Onder meer in Duitsland, Oostenrijk, Zwitserland, Kroatië, Spanje, Portugal, Luxemburg, Italië zijn sommige (natuur- en ) cultuurlandschappen begrensd vanwege hun landschappelijke kwaliteiten of hun fauna of flora. Deze hebben een bepaalde beschermde status, die te onderscheiden valt van die van nationale parken in die landen. Frankrijk telt meer dan vijftig regionale natuurparken. Ook in Wallonië vallen de dertien 'parcs naturels' meestal binnen deze categorie. In Nederland zijn deze gebieden min of meer te vergelijken met een Nationaal Landschap, in Vlaanderen met een Landschapspark.
- een rijkelijk van groen voorzien recreatiegebied, vakantiepark of bungalowpark, soms met natuurpark in de naam. Het Nederlandse attractiepark de Efteling bijvoorbeeld valt onder de Stichting Natuurpark de Efteling.

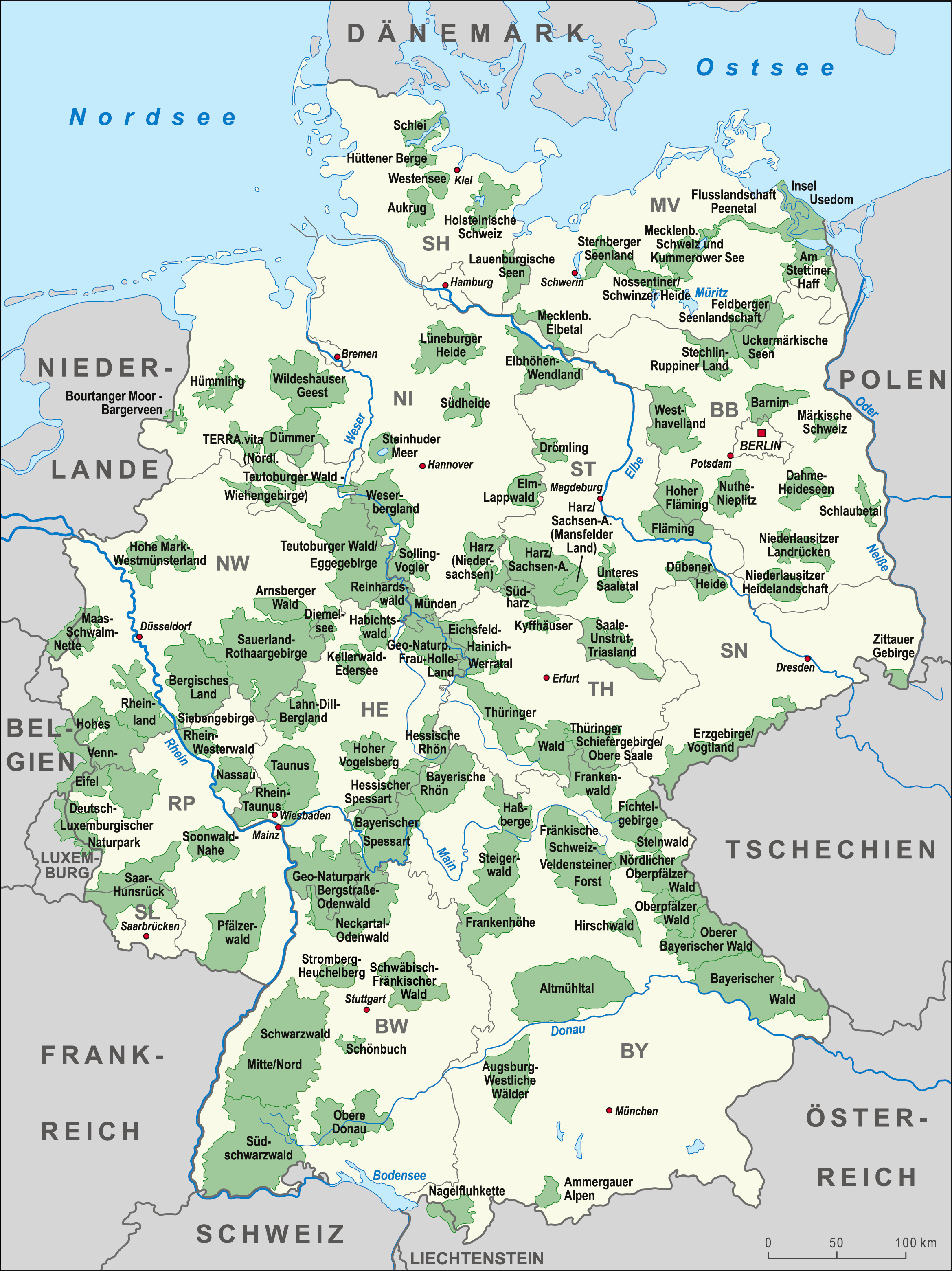
De 60 Naturparks in Duitsland, waarvan enige grensoverschrijdend met NL en B